# Calendrier de la saison de cyclo-cross masculine 2012-2013
Navigation
2011-2012 2013-2014
Le calendrier de la saison de cyclo-cross masculine 2012-2013 regroupe des courses de cyclo-cross débutant le 8 septembre 2012 et finissant le 24 février 2013 (Si l'on ne considère pas les championnats d'Australie et de Nouvelle-Zélande qui sont hors saison). Les épreuves individuelles sont classées en cinq catégories. La plus haute catégorie regroupe les épreuves de la coupe du monde (CDM), qui donne lieu à un classement. Derrière elles, on retrouve les courses de catégorie C1 et C2, qui attribuent des points pour le classement mondial, ensuite les courses réservées aux moins de 23 ans, appelés également espoirs (catégorie CU) et enfin les courses pour les juniors (catégorie CJ). On retrouve également les championnats nationaux (CN) qui sont organisés dans une vingtaine de pays.

## Classements UCI
Résultats finals
| #   | Coureur             | Pays       | Pts   |
| --- | ------------------- | ---------- | ----- |
| 1.  | Sven Nys            | Belgique   | 2 270 |
| 2.  | Niels Albert        | Belgique   | 2 090 |
| 3.  | Kevin Pauwels       | Belgique   | 1 762 |
| 4.  | Klaas Vantornout    | Belgique   | 1 680 |
| 5.  | Lars van der Haar   | Pays-Bas   | 1 446 |
| 6.  | Francis Mourey      | France     | 1 186 |
| 7.  | Radomír Šimůnek jr. | Tchéquie   | 1 069 |
| 8.  | Bart Aernouts       | Belgique   | 1 065 |
| 9.  | Bart Wellens        | Belgique   | 985   |
| 10. | Martin Bína         | Tchéquie   | 945   |
| 11. | Jeremy Powers       | États-Unis | 927   |
| 12. | Julien Taramarcaz   | Suisse     | 885   |
| 13. | Thijs van Amerongen | Belgique   | 881   |
| 14. | Wietse Bosmans      | Belgique   | 872   |
| 15. | Philipp Walsleben   | Allemagne  | 870   |
| 16. | Simon Zahner        | Suisse     | 847   |
| 17. | Rob Peeters         | Belgique   | 801   |
| 18. | Tom Meeusen         | Belgique   | 731   |
| 19. | Marcel Meisen       | Allemagne  | 721   |
| 20. | Enrico Franzoi      | Italie     | 710   |

| #   | Nation      | Pts   |
| --- | ----------- | ----- |
| 1.  | Belgique    | 6 122 |
| 2.  | Pays-Bas    | 3 005 |
| 3.  | Tchéquie    | 2 464 |
| 4.  | Suisse      | 2 282 |
| 5.  | États-Unis  | 2 181 |
| 6.  | France      | 1 887 |
| 7.  | Allemagne   | 1 813 |
| 8.  | Italie      | 1 284 |
| 9.  | Espagne     | 903   |
| 10. | Royaume-Uni | 701   |
| 11. | Pologne     | 588   |
| 12. | Canada      | 550   |
| 13. | Slovaquie   | 508   |
| 14. | Japon       | 390   |
| 15. | Luxembourg  | 364   |
| 16. | Danemark    | 276   |
| 17. | Suède       | 265   |
| 18. | Hongrie     | 261   |
| 19. | Portugal    | 260   |
| 20. | Autriche    | 210   |

| #   | Nation      | Pts   |
| --- | ----------- | ----- |
| 1.  | Belgique    | 1 953 |
| 2.  | Pays-Bas    | 1 541 |
| 3.  | États-Unis  | 730   |
| 4.  | France      | 666   |
| 5.  | Tchéquie    | 594   |
| 6.  | Espagne     | 322   |
| 7.  | Allemagne   | 284   |
| 8.  | Canada      | 265   |
| 9.  | Royaume-Uni | 263   |
| 10. | Danemark    | 263   |
| 11. | Suisse      | 244   |
| 12. | Italie      | 228   |
| 13. | Pologne     | 207   |
| 14. | Hongrie     | 200   |
| 15. | Portugal    | 200   |
| 16. | Luxembourg  | 103   |
| 17. | Japon       | 94    |
| 18. | Slovaquie   | 66    |
| 19. | Serbie      | 60    |
| 20. | Croatie     | 60    |

| #   | Nation      | Pts |
| --- | ----------- | --- |
| 1.  | Pays-Bas    | 564 |
| 2.  | Belgique    | 349 |
| 3.  | États-Unis  | 272 |
| 4.  | France      | 168 |
| 5.  | Italie      | 154 |
| 6.  | Tchéquie    | 133 |
| 7.  | Suisse      | 105 |
| 8.  | Espagne     | 98  |
| 9.  | Allemagne   | 83  |
| 10. | Royaume-Uni | 83  |
| 11. | Japon       | 81  |
| 12. | Pologne     | 75  |
| 13. | Slovaquie   | 71  |
| 14. | Serbie      | 65  |
| 15. | Luxembourg  | 65  |
| 15. | Autriche    | 65  |
| 15. | Danemark    | 65  |
| 15. | Portugal    | 65  |
| 15. | Croatie     | 65  |
| 20. | Hongrie     | 65  |

## Calendrier

### Septembre
| Date | Épreuve                                                               | Cat. | Vainqueur              | Équipe                         |
| ---- | --------------------------------------------------------------------- | ---- | ---------------------- | ------------------------------ |
| 8    | Rohrbach's Ellison Park Cyclocross 1, Rochester                       | C2   | Nicolas Bazin          | Auber 93                       |
| 9    | Rohrbach's Ellison Park Cyclocross 2, Rochester                       | C2   | Nicolas Bazin          | Auber 93                       |
| 15   | Nittany Lion Cross 1, Breinigsville                                   | C2   | Jeremy Powers          | Rapha-Focus                    |
| 15   | New England Cyclo-Cross Series #1 - Catamount Grand Prix 1, Williston | C2   | Nicolas Bazin          | Auber 93                       |
| 16   | Süpercross Baden, Baden                                               | C1   | Francis Mourey         | FDJ-BigMat                     |
| 16   | Nittany Lion Cross 2, Breinigsville                                   | C2   | Jared Nieters          | SEAVS/Haymarket                |
| 16   | New England Cyclo-Cross Series #2 - Catamount Grand Prix 2, Williston | C2   | Jamey Driscoll         | Cannondale-Cyclocrossworld.com |
| 19   | Cross After Dark Series #1 - CrossVegas, Las Vegas                    | C1   | Jeremy Powers          | Rapha-Focus                    |
| 22   | USGP of Cyclocross #1 - Planet Bike Cup 1, Sun Prairie                | C1   | Jeremy Powers          | Rapha-Focus                    |
| 22   | Toi Toi Cup #1 Loštice, Loštice                                       | C2   | Radomír Šimůnek junior | BKCP-Powerplus                 |
| 22   | Charm City Cross 1, Baltimore                                         | C2   | Nicolas Bazin          | Auber 93                       |
| 23   | Charm City Cross 2, Baltimore                                         | C2   | Nicolas Bazin          | Auber 93                       |
| 23   | USGP of Cyclocross #2 - Planet Bike Cup 2, Sun Prairie                | C2   | Lukas Flückiger        | Trek World Racing              |
| 26   | Cross After Dark Series #2 - Gateway Cross Cup, Saint-Louis           | C2   | Ben Berden             | Raleigh-Clement                |
| 28   | Toi Toi Cup #2 Uničov, Uničov                                         | C2   | Martin Bína            | Cyklo Tábor                    |
| 29   | NEPCX #1 - Gran Prix of Gloucester 1, Gloucester                      | C1   | Jeremy Powers          | Rapha-Focus                    |
| 29   | International Cyclocross Marikovská Dolina juniors, Udiča-Prosné      | CJ   | Kyle De Proost         |                                |
| 29   | International Cyclocross Marikovská Dolina, Udiča-Prosné              | C2   | Martin Bína            | Cyklo Tábor                    |
| 29   | Fidea GP Neerpelt, Neerpelt                                           | C2   | Sven Nys               | Landbouwkrediet-Euphony        |
| 30   | Vlaamse Industrieprijs Bosduin juniors, Kalmthout                     | CJ   | Mathieu van der Poel   | IKO Enertherm-BKCP             |
| 30   | Vlaamse Industrieprijs Bosduin espoirs, Kalmthout                     | CU   | Michael Vanthourenhout |                                |
| 30   | Vlaamse Industrieprijs Bosduin, Kalmthout                             | C1   | Sven Nys               | Landbouwkrediet-Euphony        |
| 30   | Radcross Illnau, Illnau                                               | C2   | Julien Taramarcaz      | BMC Mountainbike Racing        |
| 30   | International Cyclocross Finančné centrum juniors, Udiča-Prosné       | CJ   | Kyle De Proost         |                                |
| 30   | International Cyclocross Finančné centrum, Udiča-Prosné               | C2   | Martin Bína            | Cyklo Tábor                    |
| 30   | NEPCX #2 - Gran Prix of Gloucester 2, Gloucester                      | C2   | Ryan Trebon            | Cannondale-Cyclocrossworld.com |

### Octobre
| Date | Épreuve                                                                    | Cat. | Vainqueur              | Équipe                         |
| ---- | -------------------------------------------------------------------------- | ---- | ---------------------- | ------------------------------ |
| 6    | NEPCX #3 - Providence Cyclo-cross Festival 1, Providence                   | C1   | Jeremy Powers          | Rapha-Focus                    |
| 6    | Toi Toi Cup #3 Mladá Boleslav, Mladá Boleslav                              | C2   | Martin Bína            | Cyklo Tábor                    |
| 7    | Superprestige juniors #1, Ruddervoorde                                     | CJ   | Mathieu van der Poel   | IKO Enertherm-BKCP             |
| 7    | Superprestige espoirs #1, Ruddervoorde                                     | CU   | Mike Teunissen         | Rabobank-Giant Off-Road        |
| 7    | Superprestige #1, Ruddervoorde                                             | C1   | Sven Nys               | Landbouwkrediet-Euphony        |
| 7    | NEPCX #4 - Providence Cyclo-cross Festival 2, Providence                   | C2   | Zach McDonald          | Rapha-Focus                    |
| 7    | Cyclo-cross International Podbrezová, Podbrezová                           | C2   | Michael Boroš          | Cyklo Tábor                    |
| 7    | Cyclo-cross International d'Aigle, Aigle                                   | C2   | Francis Mourey         | FDJ-BigMat                     |
| 13   | USGP of Cyclocross #3 - New Belgium Cup 1, Fort Collins                    | C1   | Jeremy Powers          | Rapha-Focus                    |
| 13   | Toi Toi Cup #4 Hlinsko, Hlinsko                                            | C2   | Martin Bína            | Cyklo Tábor                    |
| 14   | National Trophy Series #1 - Abergavenny, Abergavenny                       | C2   | Ian Field              | Hargroves Cycles               |
| 14   | Trophée Banque Bpost juniors #1 - GP Mario De Clercq, Renaix               | CJ   | Mathieu van der Poel   | IKO Enertherm-BKCP             |
| 14   | Trophée Banque Bpost espoirs #1 - GP Mario De Clercq, Renaix               | CU   | Michael Vanthourenhout | BKCP-Powerplus                 |
| 14   | Trophée Banque Bpost #1 - GP Mario De Clercq, Renaix                       | C2   | Niels Albert           | BKCP-Powerplus                 |
| 14   | Challenge la France cycliste de cyclo-cross juniors #1, Saverne            | CJ   | Clément Russo          | Rhône-Alpes                    |
| 14   | Challenge la France cycliste de cyclo-cross espoirs #1, Saverne            | CU   | Clément Venturini      | Rhône-Alpes                    |
| 14   | Challenge la France cycliste de cyclo-cross #1, Saverne                    | C2   | Francis Mourey         | FDJ-BigMat                     |
| 14   | USGP of Cyclocross #4 - New Belgium Cup 2, Fort Collins                    | C2   | Jeremy Powers          | Rapha-Focus                    |
| 18   | Kermiscross, Ardooie                                                       | C2   | Klaas Vantornout       | Sunweb-Revor                   |
| 20   | New England Cyclo-Cross Series #3 - Downeast Cyclo-cross 1, New Gloucester | C2   | Justin Lindine         | Redline                        |
| 20   | Spooky Cross Weekend - Day 1, Fairplex Park, Pomona                        | C2   | Mike Sherer            | Optum-Kelly Benefit Strategies |
| 21   | GP de la Commune de Contern, Contern                                       | C2   | Jim Aernouts           | Sunweb-Revor                   |
| 21   | New England Cyclo-Cross Series #4 - Downeast Cyclo-cross 2, New Gloucester | C2   | Adam Craig             | Rabobank-Giant Off-Road        |
| 21   | Spooky Cross Weekend - Day 2, Fairplex Park, Pomona                        | C2   | Mark McConnell         | Synergy Racing                 |
| 21   | Coupe du monde juniors #1, Tábor                                           | CJ   | Mathieu van der Poel   | Pays-Bas                       |
| 21   | Coupe du monde espoirs #1, Tábor                                           | CU   | Mike Teunissen         | Pays-Bas                       |
| 21   | Coupe du monde #1, Tábor                                                   | CDM  | Kevin Pauwels          | Sunweb-Revor                   |
| 23   | Kiremko Nacht van Woerden, Woerden                                         | C2   | Bart Aernouts          | AA Drink Cyclocross            |
| 27   | Colorado Cross Classic, Boulder                                            | C2   | Ben Berden             | Raleigh-Clement                |
| 28   | Victory Circle Graphix Boulder Cup, Boulder                                | C2   | Ryan Trebon            | Cannondale-Cyclocrossworld.com |
| 28   | HPCX, Jamesburg                                                            | C2   | Adam Craig             | Rabobank-Giant Off-Road        |
| 28   | XX Cyclo-cross de Karrantza juniors, Karrantza                             | CJ   | Alex Aranburu          |                                |
| 28   | XX Cyclo-cross de Karrantza, Karrantza                                     | C2   | Aitor Hernández        | Orbea                          |
| 28   | Coupe du monde juniors #2, Plzeň                                           | CJ   | Mathieu van der Poel   | Pays-Bas                       |
| 28   | Coupe du monde espoirs #2, Plzeň                                           | CU   | Wietse Bosmans         | Belgique                       |
| 28   | Coupe du monde #2, Plzeň                                                   | CDM  | Niels Albert           | BKCP-Powerplus                 |

### Novembre
| Date | Épreuve                                                                     | Cat. | Vainqueur              | Équipe                         |
| ---- | --------------------------------------------------------------------------- | ---- | ---------------------- | ------------------------------ |
| 1    | Trophée Banque Bpost juniors #2 - Koppenbergcross, Audenarde                | CJ   | Mathieu van der Poel   | IKO Enertherm-BKCP             |
| 1    | Trophée Banque Bpost espoirs #2 - Koppenbergcross, Audenarde                | CU   | Michael Vanthourenhout | BKCP-Powerplus                 |
| 1    | Trophée Banque Bpost #2 - Koppenbergcross, Audenarde                        | C1   | Sven Nys               | Landbouwkrediet-Euphony        |
| 1    | Cyclo-cross international de Marle, Marle                                   | C2   | Francis Mourey         | FDJ-BigMat                     |
| 2    | Cincy3 Darkhorse Cyclo-Stampede, Covington                                  | C2   | Ryan Trebon            | Cannondale-Cyclocrossworld.com |
| 3    | NEPCX #5 - The Cycle-Smart International 1, Northampton                     | C2   | Jeremy Powers          | Rapha-Focus                    |
| 3    | Cincy 3 - Lionhearts International juniors, Cincinnati                      | CJ   | Curtis White           |                                |
| 3    | Cross After Dark Series #3 - Cincy 3 - Lionhearts International, Middletown | C2   | Ryan Trebon            | Cannondale-Cyclocrossworld.com |
| 3    | Grand Prix de la Région Wallonne, Dottignies                                | C2   | Niels Albert           | BKCP-Powerplus                 |
| 3    | Championnat d'Europe de cyclo-cross juniors, Ipswich                        | CC   | Mathieu van der Poel   | Pays-Bas                       |
| 3    | Championnat d'Europe de cyclo-cross moins de 23 ans, Ipswich                | CC   | Mike Teunissen         | Pays-Bas                       |
| 4    | Superprestige juniors #2, Zonhoven                                          | CJ   | Mathieu van der Poel   | IKO Enertherm-BKCP             |
| 4    | Superprestige espoirs #2, Zonhoven                                          | CU   | Wout van Aert          | Telenet-Fidea                  |
| 4    | Superprestige #2, Zonhoven                                                  | C1   | Sven Nys               | Landbouwkrediet-Euphony        |
| 4    | Harbin Park International juniors, Cincinnati                               | CJ   | Curtis White           |                                |
| 4    | Harbin Park International, Cincinnati                                       | C1   | Jamey Driscoll         | Cannondale-Cyclocrossworld.com |
| 4    | Int. Radquerfeldein Lambach/Stadl-Paura, Stadl-Paura                        | C2   | Tomáš Paprstka         |                                |
| 4    | NEPCX #6 - The Cycle-Smart International 2, Northampton                     | C2   | Jeremy Powers          | Rapha-Focus                    |
| 4    | Int. Radquer Hittnau, Hittnau                                               | C2   | Enrico Franzoi         | Selle Italia-Guerciotti        |
| 4    | Ipswich, Ipswich                                                            | CJ   | Jack Ravenscroft       | Solihull CC                    |
| 4    | National Trophy Series #2 - Ipswich, Ipswich                                | C2   | Kevin Eeckhout         | Coolens Belgium                |
| 10   | Derby City Cup 1, Louisville                                                | CJ   | Logan Owen             |                                |
| 10   | USGP of Cyclocross #5 - Derby City Cup 1, Louisville                        | C1   | Jeremy Powers          | Rapha-Focus                    |
| 10   | Toi Toi Cup #5 Kolín, Kolín                                                 | C2   | Martin Bína            | Cyklo Tábor                    |
| 10   | Soudal Jaarmarktcross Niel, Niel                                            | C2   | Niels Albert           | BKCP-Powerplus                 |
| 11   | Superprestige juniors #3, Hamme-Zogge                                       | CJ   | Mathieu van der Poel   | IKO Enertherm-BKCP             |
| 11   | Superprestige espoirs #3, Hamme-Zogge                                       | CU   | David van der Poel     | BKCP-Powerplus                 |
| 11   | Superprestige #3, Hamme-Zogge                                               | C1   | Sven Nys               | Landbouwkrediet-Euphony        |
| 11   | Entega City Cross Cup juniors, Lorsch                                       | CJ   | Gianni Van Donink      |                                |
| 11   | Entega City Cross Cup, Lorsch                                               | C2   | Vojtech Nipl           | Focus Bikes Znojmo             |
| 11   | Internationales Radquer Frenkendorf, Frenkendorf                            | C2   | Francis Mourey         | FDJ-BigMat                     |
| 11   | Derby City Cup 2, Louisville                                                | CJ   | Logan Owen             |                                |
| 11   | USGP of Cyclocross #6 - Derby City Cup 2, Louisville                        | C2   | Jeremy Powers          | Rapha-Focus                    |
| 16   | Jingle Cross Rock 1, Iowa City                                              | C2   | Jamey Driscoll         | Cannondale-Cyclocrossworld.com |
| 17   | Toi Toi Cup #6 Holé Vrchy, Holé Vrchy                                       | C2   | Martin Bína            | Cyklo Tábor                    |
| 17   | Trophée Banque Bpost #3 - GP d'Hasselt, Hasselt                             | C2   | Sven Nys               | Landbouwkrediet-Euphony        |
| 17   | Jingle Cross Rock 2, Iowa City                                              | C2   | Timothy Johnson        | Cannondale-Cyclocrossworld.com |
| 18   | Superprestige juniors #4, Gavere                                            | CJ   | Mathieu van der Poel   | IKO Enertherm-BKCP             |
| 18   | Superprestige espoirs #4, Gavere                                            | CU   | Wout van Aert          | Telenet-Fidea                  |
| 18   | Superprestige #4, Gavere                                                    | C1   | Sven Nys               | Landbouwkrediet-Euphony        |
| 18   | Jingle Cross Rock 3, Iowa City                                              | C1   | Timothy Johnson        | Cannondale-Cyclocrossworld.com |
| 18   | Shinshu Cyclocross Nobeyama Kogen Round, Nagano                             | C2   | Yu Takenouchi          | Eurasia                        |
| 18   | Southampton, Southampton                                                    | CJ   | Jelle Van den dries    | IKO Enertherm-BKCP             |
| 18   | National Trophy Series #3 - Southampton, Southampton                        | C2   | Kevin Eeckhout         | Coolens Belgium                |
| 18   | Challenge la France cycliste de cyclo-cross juniors #2, Besançon            | CJ   | Clément Russo          | Rhône-Alpes                    |
| 18   | Challenge la France cycliste de cyclo-cross espoirs #2, Besançon            | CU   | Julian Alaphilippe     | Armée de Terre                 |
| 18   | Challenge la France cycliste de cyclo-cross #2, Besançon                    | C2   | Francis Mourey         | FDJ-BigMat                     |
| 18   | Flückiger Cross Madiswil, Madiswil                                          | C2   | Marcel Wildhaber       |                                |
| 18   | BC Grand Prix of Cyclo-cross, Steveston                                     | C2   | Geoff Kabush           | Scott-3Rox Racing              |
| 24   | New England Cyclo-Cross Series #5 - Baystate Cyclo-Cross 1, Sterling        | C2   | Jeremy Durrin          |                                |
| 24   | Coupe du monde juniors #3, Coxyde                                           | CJ   | Mathieu van der Poel   | Pays-Bas                       |
| 24   | Coupe du monde espoirs #3, Coxyde                                           | CU   | Wietse Bosmans         | Belgique                       |
| 24   | Coupe du monde #3, Coxyde                                                   | CDM  | Sven Nys               | Landbouwkrediet-Euphony        |
| 25   | Superprestige juniors #5, Gieten                                            | CJ   | Mathieu van der Poel   | IKO Enertherm-BKCP             |
| 25   | Superprestige espoirs #5, Gieten                                            | CU   | Wout van Aert          | Telenet-Fidea                  |
| 25   | Superprestige #5, Gieten                                                    | C1   | Klaas Vantornout       | Sunweb-Revor                   |
| 25   | Kansai Cyclo-cross Yasu Round, Yasu City                                    | C2   | Yu Takenouchi          | Eurasia                        |
| 25   | New England Cyclo-Cross Series #6 - Baystate Cyclo-Cross 2, Sterling        | C2   | Jeremy Powers          | Rapha-Focus                    |

### Décembre
| Date | Épreuve                                                             | Cat. | Vainqueur               | Équipe                         |
| ---- | ------------------------------------------------------------------- | ---- | ----------------------- | ------------------------------ |
| 1    | NEPCX #7 - NBX Gran Prix of Cross 1, Warwick                        | C2   | Shawn Milne             | Cyclocrossworld.com            |
| 1    | CXLA juniors Weekend 1, Los Angeles                                 | CJ   | Tyler Schwartz          |                                |
| 1    | Cross After Dark Series #4 - CXLA Weekend 1, Los Angeles            | C2   | Jamey Driscoll          | Cannondale-Cyclocrossworld.com |
| 2    | National Trophy Series #4 - South Shields, South Shields            | C2   | Floris De Tier          |                                |
| 2    | Tage des Querfeldeinsports, Ternitz                                 | C2   | Elia Silvestri          |                                |
| 2    | Bryksy Cross juniors, Gościęcin                                     | CJ   | Michał Paluta           |                                |
| 2    | Bryksy Cross, Gościęcin                                             | C2   | Marek Konwa             |                                |
| 2    | CXLA juniors Weekend 2, Los Angeles, Los Angeles                    | CJ   | Spencer Downing         |                                |
| 2    | CXLA Weekend 2, Los Angeles                                         | C2   | Timothy Johnson         | Cannondale-Cyclocrossworld.com |
| 2    | NEPCX #8 - NBX Gran Prix of Cross 2, Warwick                        | C2   | Shawn Milne             | Cyclocrossworld.com            |
| 2    | Coupe du monde #4, Roubaix                                          | CDM  | Sven Nys                | Landbouwkrediet-Euphony        |
| 6    | Asteasuko XIV Ziklo-Krossa juniors, Asteasu                         | CJ   | Arne Poelvoorde         |                                |
| 6    | Asteasuko XIV Ziklo-Krossa, Asteasu                                 | C2   | Egoitz Murgoitio        |                                |
| 8    | Deschutes Cup 1 juniors, Bend                                       | CJ   | Logan Owen              |                                |
| 8    | USGP of Cyclocross #7 - Deschutes Cup 1, Bend                       | C1   | Ryan Trebon             | Cannondale-Cyclocrossworld.com |
| 8    | Soudal Scheldecross Anvers, Anvers                                  | C1   | Kevin Pauwels           | Sunweb-Revor                   |
| 8    | Whitmore's Landscaping Super Cross Cup 1, East Meadow               | C2   | Dan Timmerman           |                                |
| 8    | Toi Toi Cup #7 Louny, Louny                                         | C2   | Tomáš Paprstka          |                                |
| 8    | Ciclocross del Ponte juniors, Oderzo                                | CJ   | Gioele Bertolini        |                                |
| 8    | Ciclocross del Ponte, Oderzo                                        | C2   | Enrico Franzoi          | Selle Italia-Guerciotti        |
| 9    | Druivencross, Overijse                                              | C1   | Sven Nys                | Landbouwkrediet-Euphony        |
| 9    | Challenge la France cycliste de cyclo-cross juniors #3, Pontchâteau | CJ   | Léo Vincent             |                                |
| 9    | Challenge la France cycliste de cyclo-cross espoirs #3, Pontchâteau | CU   | Clément Venturini       |                                |
| 9    | Challenge la France cycliste de cyclo-cross #3, Pontchâteau         | C2   | Francis Mourey          | FDJ-BigMat                     |
| 9    | XXXVI Ziklo Kross Igorre juniors, Igorre                            | CJ   | Alex Aranburu           |                                |
| 9    | XXXVI Ziklo Kross Igorre, Igorre                                    | C2   | Aitor Hernández         | Orbea                          |
| 9    | 38. Frankfurter Rad-Cross juniors, Francfort-sur-le-Main            | CJ   | Mathieu van der Poel    | IKO Enertherm-BKCP             |
| 9    | 38. Frankfurter Rad-Cross, Francfort-sur-le-Main                    | C2   | Simon Zahner            |                                |
| 9    | Whitmore's Landscaping Super Cross Cup 2, East Meadow               | C2   | Kerry Werner            |                                |
| 9    | Deschutes Cup 2 juniors, Bend                                       | CJ   | Logan Owen              |                                |
| 9    | USGP of Cyclocross #8 - Deschutes Cup 2, Bend                       | C2   | Timothy Johnson         | Cannondale-Cyclocrossworld.com |
| 15   | North Carolina Grand Prix 1, Hendersonville                         | C2   | Brian Matter            |                                |
| 16   | Soudal Cyclocross Leuven, Louvain                                   | C1   | Niels Albert            | BKCP-Powerplus                 |
| 16   | North Carolina Grand Prix 2, Hendersonville                         | C2   | Kerry Werner            |                                |
| 16   | Cyclo-cross International Ciudad de Valence, Valence                | C2   | Aitor Hernández         | Orbea                          |
| 16   | National Trophy Series #5 - Shrewsbury, Shrewsbury                  | C2   | Joeri Hofman            |                                |
| 19   | GP De Ster, Saint-Nicolas                                           | C2   | Sven Nys                | Landbouwkrediet-Euphony        |
| 22   | Trophée Banque Bpost espoirs #4 - GP Rouwmoer, Essen                | CU   | Corné van Kessel        |                                |
| 22   | Trophée Banque Bpost #4 - GP Rouwmoer, Essen                        | C1   | Jan Denuwelaere         | Style & Concept                |
| 23   | Namur juniors, Namur                                                | CJ   | Logan Owen              | Redline                        |
| 23   | Namur espoirs, Namur                                                | CU   | Michiel van der Heijden | Rabobank-Giant Off-Road        |
| 23   | Coupe du monde #5, Namur                                            | CDM  | Kevin Pauwels           | Sunweb-Revor                   |
| 26   | Internationales Radquer Dagmersellen, Dagmersellen                  | C2   | Francis Mourey          | FDJ-BigMat                     |
| 26   | Grand-Prix GEBA, Differdange                                        | C2   | Christian Helmig        |                                |
| 26   | Coupe du monde juniors #4, Heusden-Zolder                           | CJ   | Mathieu van der Poel    | Pays-Bas                       |
| 26   | Coupe du monde espoirs #4, Heusden-Zolder                           | CU   | Wietse Bosmans          | Belgique                       |
| 26   | Coupe du monde #6, Heusden-Zolder                                   | CDM  | Sven Nys                | Landbouwkrediet-Euphony        |
| 28   | Trophée Banque Bpost espoirs #5 - Azencross, Loenhout               | CU   | Corné van Kessel        |                                |
| 28   | Trophée Banque Bpost #5 - Azencross, Loenhout                       | C1   | Niels Albert            | BKCP-Powerplus                 |
| 29   | Versluys Cyclo-cross, Bredene                                       | C2   | Sven Nys                | Landbouwkrediet-Euphony        |
| 30   | Superprestige juniors #6, Diegem                                    | CJ   | Mathieu van der Poel    | IKO Enertherm-BKCP             |
| 30   | Superprestige espoirs #6, Diegem                                    | CU   | Mike Teunissen          | Rabobank-Giant Off-Road        |
| 30   | Superprestige #6, Diegem                                            | C1   | Niels Albert            | BKCP-Powerplus                 |
| 30   | GP 5 Sterne Region, Beromünster                                     | C2   | Francis Mourey          | FDJ-BigMat                     |

### Janvier
| Date | Épreuve                                                        | Cat. | Vainqueur             | Équipe                         |
| ---- | -------------------------------------------------------------- | ---- | --------------------- | ------------------------------ |
| 1    | Trophée Banque Bpost juniors #3 - Grand Prix Sven Nys, Baal    | CJ   | Mathieu van der Poel  | IKO Enertherm-BKCP             |
| 1    | Trophée Banque Bpost espoirs #6 - Grand Prix Sven Nys, Baal    | CU   | Wietse Bosmans        | BKCP-Powerplus                 |
| 1    | Trophée Banque Bpost #6 - Grand Prix Sven Nys, Baal            | C1   | Kevin Pauwels         | Sunweb-Napoleon Games          |
| 1    | Grand Prix Hotel Threeland, Pétange                            | C2   | Nicolas Bazin         | BigMat-Auber 93                |
| 2    | Cyclo Cross Bussnang, Beromünster                              | C2   | Francis Mourey        | FDJ                            |
| 3    | Internationale Centrumcross van Surhuisterveen, Surhuisterveen | C2   | Rob Peeters           | Telenet-Fidea                  |
| 5    | Chicago Cyclocross Cup New Year's Resolution 1, Bloomingdale   | C2   | Jeremy Powers         | Rapha-Focus                    |
| 6    | National Trophy Series #6 - Derby, Derby                       | C2   | Joeri Hofman          |                                |
| 6    | Coupe du monde juniors #5, Rome                                | CJ   | Mathieu van der Poel  | Pays-Bas                       |
| 6    | Coupe du monde espoirs #5, Rome                                | CU   | Julian Alaphilippe    | France                         |
| 6    | Coupe du monde #7, Rome                                        | CDM  | Kevin Pauwels         | Sunweb-Napoleon Games          |
| 6    | Chicago Cyclocross Cup New Year's Resolution 2, Bloomingdale   | C2   | Jamey Driscoll        | Cannondale-Cyclocrossworld.com |
| 14   | Cyclocross Otegem, Otegem                                      | C2   | Klaas Vantornout      | Sunweb-Napoleon Games          |
| 19   | Kasteelcross Zonnebeke, Zonnebeke                              | C2   | Tom Meeusen           | Telenet-Fidea                  |
| 19   | Internationale Cyclo-Cross Rucphen juniors, Rucphen            | CJ   | Stijn Caluwé          |                                |
| 19   | Internationale Cyclo-Cross Rucphen espoirs, Rucphen            | CU   | Daan Soete            | Telenet-Fidea                  |
| 19   | Internationale Cyclo-Cross Rucphen, Rucphen                    | C2   | Lars van der Haar     | Rabobank Development           |
| 20   | Grand Prix Möbel Alvisse juniors, Leudelange                   | CJ   | Gianni van Donink     |                                |
| 20   | Grand Prix Möbel Alvisse, Leudelange                           | C2   | Petr Dlask            |                                |
| 20   | Coupe du monde juniors #6, Hoogerheide                         | CJ   | Mathieu van der Poel  | Pays-Bas                       |
| 20   | Coupe du monde espoirs #6, Hoogerheide                         | CU   | Wietse Bosmans        | Belgique                       |
| 20   | Coupe du monde #8, Hoogerheide                                 | CDM  | Martin Bína           | Cyklo Tábor                    |
| 26   | Cincinnati Kings International, Cincinnati                     | C2   | Niels Albert          | BKCP-Powerplus                 |
| 27   | Cyclo-cross International du Mingant, Lanarvily                | C2   | Arnold Jeannesson     | FDJ                            |
| 27   | 35° Gran Premio Mamma E Papa Guerciotti AM juniors, Milan      | CJ   | Gioele Bertolini      |                                |
| 27   | 35° Gran Premio Mamma E Papa Guerciotti AM, Milan              | C2   | Marco Aurelio Fontana |                                |

### Février
| Date | Épreuve                                                                    | Cat. | Vainqueur              | Équipe                |
| ---- | -------------------------------------------------------------------------- | ---- | ---------------------- | --------------------- |
| 2    | Championnats du monde de cyclo-cross juniors, Louisville                   | CM   | Mathieu van der Poel   | Pays-Bas              |
| 2    | Championnats du monde de cyclo-cross moins de 23 ans, Louisville           | CM   | Mike Teunissen         | Pays-Bas              |
| 2    | Championnats du monde de cyclo-cross, Louisville                           | CM   | Sven Nys               | Belgique              |
| 6    | Parkcross Maldegem, Maldegem                                               | C2   | Bart Wellens           | Telenet-Fidea         |
| 9    | Trophée Banque Bpost espoirs #7 - Krawatencross, Lille                     | CU   | Tim Merlier            | Sunweb-Napoleon Games |
| 9    | Trophée Banque Bpost #7 - Krawatencross, Lille                             | C1   | Niels Albert           | BKCP-Powerplus        |
| 10   | Superprestige juniors #7, Hoogstraten                                      | CJ   | Mathieu van der Poel   | IKO Enertherm-BKCP    |
| 10   | Superprestige espoirs #7, Hoogstraten                                      | CU   | Wietse Bosmans         | BKCP-Powerplus        |
| 10   | Superprestige #7, Hoogstraten                                              | C1   | Sven Nys               | Crelan-Euphony        |
| 16   | Superprestige juniors #8, Middelkerke                                      | CJ   | Mathieu van der Poel   | IKO Enertherm-BKCP    |
| 16   | Superprestige espoirs #8, Middelkerke                                      | CU   | Michael Vanthourenhout | BKCP-Powerplus        |
| 16   | Superprestige #8, Middelkerke                                              | C1   | Klaas Vantornout       | Sunweb-Napoleon Games |
| 17   | Boels Classic Internationale Cyclo-cross Heerlen, Heerlen                  | C1   | Niels Albert           | BKCP-Powerplus        |
| 17   | G.P. Stad Eeklo, Eeklo                                                     | C2   | Sven Nys               | Crelan-Euphony        |
| 23   | Cauberg Cyclo-cross juniors, Fauquemont-sur-Gueule                         | CJ   | Mathieu van der Poel   | IKO Enertherm-BKCP    |
| 23   | Cauberg Cyclo-cross espoirs, Fauquemont-sur-Gueule                         | CU   | David van der Poel     | BKCP-Powerplus        |
| 23   | Cauberg Cyclo-cross, Fauquemont-sur-Gueule                                 | C1   | Martin Bína            | Cyklo Tábor           |
| 24   | Trophée Banque Bpost juniors #4 - Internationale Sluitingsprijs, Oostmalle | CJ   | Mathieu van der Poel   | IKO Enertherm-BKCP    |
| 24   | Trophée Banque Bpost espoirs #8 - Internationale Sluitingsprijs, Oostmalle | CU   | Wout van Aert          | Telenet-Fidea         |
| 24   | Trophée Banque Bpost #8 - Internationale Sluitingsprijs, Oostmalle         | C1   | Niels Albert           | BKCP-Powerplus        |

## Championnats nationaux (CN)
Différents champions de la saison 2012-2013
| Nation             | Date                              | Élites hommes         | Moins de 23 ans hommes | Juniors hommes       |
| ------------------ | --------------------------------- | --------------------- | ---------------------- | -------------------- |
| Allemagne          | 12-13 janvier 2013                | Philipp Walsleben     | Markus Schulte-Lünzum  | Marco König          |
| Australie          | 10 août 2013                      | Allan Iacuone         | Cameron Ivory          | Chris Hamilton       |
| Autriche           | 13 janvier 2013                   | Daniel Geismayr       |                        | Florian Gruber       |
| Belgique           | 12-13 janvier 2013                | Klaas Vantornout      | Laurens Sweeck         | Yannick Peeters      |
| Canada             | 17 novembre 2012                  | Geoff Kabush          | Evan McNeely           | Peter Disera         |
| Croatie            | 13 janvier 2013                   | Filip Turk            |                        | Filip Čengić         |
| Danemark           | 13 janvier 2013                   | Kenneth Hansen        |                        | Sebastian Fini       |
| Espagne            | 13 janvier 2013                   | Aitor Hernández       | Jonathan Lastra        | Felipe Orts          |
| États-Unis         | 12-13 janvier 2013                | Jonathan Page         | Yannick Eckmann        | Logan Owen           |
| Finlande           | 14 octobre 2012                   | Samuel Pökälä         |                        | Marco-Tapio Niemi    |
| France             | 12-13 janvier 2013                | Francis Mourey        | Julian Alaphilippe     | Clément Russo        |
| Grande-Bretagne    | 13 janvier 2013                   | Ian Field             | Grant Ferguson         | Billy Harding        |
| Hongrie            | 12 janvier 2013                   | Szilárd Buruczki      | Péter Fenyvesi         | János Pelikán        |
| Italie             | 13 janvier 2013                   | Marco Aurelio Fontana | Bryan Falaschi         | Gioele Bertolini     |
| Irlande            | 13 janvier 2013                   | Roger Aiken           |                        |                      |
| Japon              | 9 décembre 2012                   | Yu Takenouchi         |                        | Kota Yokoyama        |
| Luxembourg         | 13 janvier 2013                   | Christian Helmig      |                        | Ken Mueller          |
| Nouvelle-Zélande   | 24 août 2013                      | Alexander Revell      |                        |                      |
| Pays-Bas           | 13 janvier 2013                   | Lars van der Haar     | David van der Poel     | Mathieu van der Poel |
| Pologne            | 13 janvier 2013                   | Marek Konwa           | Bartosz Pilis          | Michał Paluta        |
| Portugal           | 13 janvier 2013                   | Vitor Santos          | Roberto Ferreira       | João Pereira         |
| République-tchèque | 8 décembre 2012 - 12 janvier 2013 | Zdeněk Štybar         |                        | Adam Toupalik        |
| Serbie             | 19 janvier 2013                   | Bojan Djurdjic        |                        | Aleksandar Mitic     |
| Slovaquie          | 16 décembre 2012                  | Martin Haring         |                        | Šimon Vozár          |
| Suède              | 3 novembre 2012                   | Magnus Darvell        |                        |                      |
| Suisse             | 13 janvier 2013                   | Julien Taramarcaz     | Lars Forster           | Dominic Grab         |

## Records de victoires

### Par coureur
|   | Nom              | Tot. | Équipe                         | CDM/CM | C1 | C2/CN |
| - | ---------------- | ---- | ------------------------------ | ------ | -- | ----- |
| 1 | Sven Nys         | 17   | Crelan-Euphony                 | 4      | 8  | 5     |
| 2 | Jeremy Powers    | 13   | Rapha-Focus                    | -      | 6  | 7     |
| 3 | Niels Albert     | 11   | BKCP-Powerplus                 | 1      | 6  | 4     |
| 4 | Francis Mourey   | 11   | FDJ                            | -      | 1  | 10    |
| 5 | Martin Bína      | 9    | Cyklo Tábor                    | 1      | 1  | 7     |
| 6 | Nicolas Bazin    | 6    | BigMat-Auber 93                | -      | -  | 6     |
| 7 | Kevin Pauwels    | 5    | Sunweb-Napoleon Games          | 3      | 2  | -     |
| 8 | Klaas Vantornout | 5    | Sunweb-Napoleon Games          | -      | 2  | 3     |
| 9 | Ryan Trebon      | 5    | Cannondale-Cyclocrossworld.com | -      | 1  | 4     |
| - | Jamey Driscoll   | 5    | Cannondale-Cyclocrossworld.com | -      | 1  | 4     |

### Par pays
|   | Pays       | Victoires | CDM/CM | C1 | C2 | CDM/CM/CC (U23) | CU (U23) |
| - | ---------- | --------- | ------ | -- | -- | --------------- | -------- |
| 1 | Belgique   | 65        | 8      | 19 | 23 | 4               | 11       |
| 2 | États-Unis | 40        | -      | 9  | 31 | -               | -        |
| 3 | France     | 21        | -      | 1  | 16 | 1               | 3        |
| 4 | Tchéquie   | 15        | 1      | 1  | 13 | -               | -        |
| 5 | Pays-Bas   | 10        | -      | -  | 1  | 3               | 6        |
| 6 | Espagne    | 5         | -      | -  | 5  | -               | -        |
| 7 | Italie     | 4         | -      | -  | 4  | -               | -        |
|   | Suisse     | 4         | -      | -  | 4  | -               | -        |
| 9 | Japon      | 2         | -      | -  | 2  | -               | -        |
|   | Canada     | 2         | -      | -  | 2  | -               | -        |

### Par équipes
|    | Équipe                         | Victoires | CDM/CM | C1 | C2/CN | CDM/CM/CC (U23) | CU/CN (U23) |
| -- | ------------------------------ | --------- | ------ | -- | ----- | --------------- | ----------- |
| 1  | BKCP-Powerplus                 | 22        | 1      | 6  | 6     | -               | 9           |
| 2  | Crelan-Euphony                 | 19        | 3      | 8  | 7     | -               | 1           |
| 3  | Cannondale-Cyclocrossworld.com | 16        | -      | 3  | 13    | -               | -           |
| 4  | Rapha-Focus                    | 14        | -      | 6  | 8     | -               | -           |
| 5  | Sunweb-Napoleon Games          | 12        | 3      | 4  | 4     | -               | 1           |
| 6  | FDJ                            | 12        | -      | 1  | 11    | -               | -           |
| 7  | Cyklo Tábor                    | 10        | 1      | 1  | 8     | -               | -           |
| 8  | Auber 93                       | 6         | -      | -  | 6     | -               | -           |
| 9  | Rabobank-Giant Off-Road        | 6         | -      | -  | 4     | -               | 2           |
| 10 | Telenet-Fidea                  | 6         | -      | -  | 3     | -               | 3           |